# Роман (папа)
Роман (лат. Romanus) — сто чотирнадцятий папа Римський (серпень—листопад 897), народився неподалік Рима.
Перед обранням був кардинал-єпископом у церкві Сан П'єтро ін Вінколі. Його понтифікат тривав всього кілька місяців, після чого доля його невідома. Дата його смерті також невідома.